# Charles Beckman
Charles Beckman (* 1. März 1965 in Louisville, Kentucky) ist ein ehemaliger US-amerikanischer Tennisspieler.

## Leben
Beckman studierte und spielte College Tennis an der University of Texas und wurde dreimal in die Bestenauswahl All-American gewählt. 1985 stand er mit Royce Deppe im NCAA-Doppelfinale. Nach dem Ende seines Studiums wurde er 1987 Tennisprofi.
Zu Beginn seiner Karriere spielte er mit Mark Basham auf unterklassigen Turnieren. Anfang 1988 erreichten sie beim Miami Masters das Achtelfinale und Mitte des Jahres das Halbfinale von Schenectady. 1989 gewann Beckman an der Seite von Luke Jensen das Challenger-Turnier von Raleigh. Ab Mitte 1989 wurde Shelby Cannon sein neuer Doppelpartner. Nach einer gemeinsamen Halbfinalteilnahme in Washington standen sie im August 1989 bei den Canadian Open im Doppelfinale eines Masters-Turniers, welches sie gegen Kelly Evernden und Todd Witsken verloren. Dies war zugleich der größte Karriereerfolg Beckmans. Gegen Ende des Jahres gewann er noch zwei Challenger-Doppeltitel: in Rio de Janeiro mit Cannon, sowie in Brasília mit Jean-Philippe Fleurian. 1990 stand er mit Eric Jelen im Halbfinale von Rotterdam sowie mit Luke Jensen im Halbfinale von Bologna und Gstaad, und auch im darauf folgenden Jahr erreichte er mehrere Halbfinals. 1992 verlief etwas schlechter, Höhepunkt war das Halbfinale von Charlotte. Dort bestritt er 1993 auch sein letztes Match. Die höchste Notierung in der Tennisweltrangliste erreichte er 1988 mit Position 355 im Einzel sowie 1990 mit Position 48 im Doppel.
Im Einzel konnte er sich nie für ein Grand-Slam-Turnier qualifizieren. In der Doppelkonkurrenz erreichte er zweimal das Achtelfinale der US Open. Im Mixed stand er sowohl bei den French Open als auch bei den US Open im Achtelfinale.

## Erfolge
| Legende                       |
| Grand Slam                    |
| Tennis Masters Cup            |
| ATP Masters Series            |
| ATP International Series Gold |
| ATP International Series      |
| ATP Challenger Series (4)     |

### Doppel

#### Turniersiege
| Nr. | Datum             | Turnier        | Belag     | Partner                | Finalgegner                       | Ergebnis      |
| --- | ----------------- | -------------- | --------- | ---------------------- | --------------------------------- | ------------- |
| 1.  | 22. Februar 1988  | Wien           | Teppich   | Mark Basham            | Thomas Muster Michael Oberleitner | 6:3, 3:6, 6:3 |
| 2.  | 21. Mai 1989      | Raleigh        | Sand      | Luke Jensen            | Paul Haarhuis Denis Langaskens    | 7:5, 6:4      |
| 3.  | 19. November 1989 | Rio de Janeiro | Hartplatz | Shelby Cannon          | Luiz Mattar Dácio Campos          | 6:3, 6:2      |
| 4.  | 3. Dezember 1989  | Brasília       | Hartplatz | Jean-Philippe Fleurian | Javier Frana Gustavo Luza         | 4:6, 6:3, 6:0 |

#### Finalteilnahmen
| Nr. | Datum           | Turnier  | Belag | Partner       | Finalgegner                 | Ergebnis |
| --- | --------------- | -------- | ----- | ------------- | --------------------------- | -------- |
| 1.  | 20. August 1989 | Montreal | Sand  | Shelby Cannon | Kelly Evernden Todd Witsken | 3:6, 3:6 |